# 11061 Лагерлеф
11061 Лагерлеф (11061 Lagerlof) — астероїд головного поясу, відкритий 10 вересня 1991 року.
Тіссеранів параметр щодо Юпітера — 3,328.